# Live in Buenos Aires
Live in Buenos Aires è il quinto album dal vivo del gruppo musicale britannico Coldplay, pubblicato il 7 dicembre 2018 dalla Parlophone.

## Descrizione
Contiene la registrazione audio integrale (evento mai accaduto in un album dal vivo del gruppo) della data conclusiva dell'A Head Full of Dreams Tour tenuta il 15 novembre 2017 all'Stadio Città di La Plata di La Plata.
L'album è stato commercializzato in edizione standard doppio CD e download digitale e in edizione deluxe denominata Butterfly Package, contenente in più due DVD: il primo, intitolato Live in São Paulo contiene il concerto svoltosi la settimana prima a San Paolo in Brasile, mentre il secondo il documentario A Head Full of Dreams, che ripercorre i vent'anni di carriera dei Coldplay e originariamente pubblicato in esclusiva su Amazon Prime Video il 14 novembre 2018.

## Tracce
Testi e musiche di Guy Berryman, Jonny Buckland, Will Champion e Chris Martin, eccetto dove indicato.
CD 1
1. A Head Full of Dreams – 4:59
2. Yellow – 5:50
3. Every Teardrop Is a Waterfall – 4:04
4. The Scientist – 6:28
5. God Put a Smile upon Your Face – 4:34
6. Paradise – 6:59
7. Always in My Head – 3:41
8. Magic – 4:45
9. Everglow – 4:55
10. Clocks – 4:20
11. Midnight – 1:45 (Guy Berryman, Jonny Buckland, Will Champion, Chris Martin, Jon Hopkins)
12. Charlie Brown – 5:46

CD 2
1. Hymn for the Weekend – 4:00
2. Fix You – 5:27
3. Viva la vida – 4:11
4. Adventure of a Lifetime – 5:06
5. De música ligera – 6:09 (Gustavo Cerati, Zeta Bosio) – originariamente interpretata dai Soda Stereo
6. Colour Spectrum – 1:57
7. In My Place (versione acustica) – 4:37
8. Amor Argentina – 5:16
9. Something Just like This – 4:04 (Guy Berryman, Jonny Buckland, Will Champion, Chris Martin, Andrew Taggart)
10. A Sky Full of Stars – 4:36 (Guy Berryman, Jonny Buckland, Will Champion, Chris Martin, Tim Bergling)
11. Up&Up – 8:45
12. End Credits – 2:03

Contenuto bonus nell'edizione Butterfly Package
- DVD 1 – A Head Full of Dreams

1. A Head Full of Dreams (a film by Mat Whitecross) – 104:00

- DVD 2 – Live in São Paulo

1. A Head Full of Dreams
2. Yellow
3. Every Teardrop Is a Waterfall
4. The Scientist
5. Birds
6. Paradise
7. Always in My Head
8. Magic
9. Everglow
10. Clocks – 4:20
11. Midnight (Guy Berryman, Jonny Buckland, Will Champion, Chris Martin, Jon Hopkins)
12. Charlie Brown
13. Hymn for the Weekend
14. Fix You
15. Viva la vida
16. Adventure of a Lifetime
17. Colour Spectrum
18. Us Against the World
19. In My Place
20. Paulistanos (Guy Berryman, Jonny Buckland, Will Champion, Chris Martin, Jon Hopkins)
21. Something Just like This (Guy Berryman, Jonny Buckland, Will Champion, Chris Martin, Andrew Taggart)
22. A Sky Full of Stars (Guy Berryman, Jonny Buckland, Will Champion, Chris Martin, Tim Bergling)
23. Up&Up
24. End Credits

## Formazione
- Chris Martin – voce, pianoforte, chitarra acustica; cori (In My Place)
- Jonny Buckland – chitarra, tastiera, cori
- Guy Berryman – basso, tastiera, cori
- Will Champion – batteria e cori, chitarra acustica, pianoforte e voce principale (In My Place)

## Classifiche

### Classifiche di fine anno
| Classifica (2022) | Posizione |
| ----------------- | --------- |
| Australia         | 47        |